# كيني فيرنر
كيني فيرنر (بالإنجليزية: Kenny Werner)‏ هو ملحن أمريكي، ولد في 19 نوفمبر 1951 في بروكلين في الولايات المتحدة.

## وصلات خارجية
- الموقع الرسمي
- كيني فيرنر على موقع ميوزك برينز (الإنجليزية)
- كيني فيرنر على موقع أول ميوزيك (الإنجليزية)
- كيني فيرنر على موقع ديسكوغز (الإنجليزية)